# Campeonato Mundial de Patinaje de Velocidad sobre Hielo en Distancia Individual de 2009
El XII Campeonato Mundial de Patinaje de Velocidad sobre Hielo en Distancia Individual se celebró en Richmond (Canadá) entre el 12 y el 15 de marzo de 2009 bajo la organización de la Unión Internacional de Patinaje sobre Hielo (ISU) y la Federación Canadiense de Patinaje sobre Hielo.
Las competiciones se realizaron en el Óvalo Olímpico de la ciudad canadiense.

## Medallistas

### Masculino
| Evento                          | Oro                                                                        | Plata                                                            | Bronce                                                            |
| ------------------------------- | -------------------------------------------------------------------------- | ---------------------------------------------------------------- | ----------------------------------------------------------------- |
| 500 m (15.03)                   | Lee Kang-Seok Corea del Sur 69,73 s                                        | Lee Kyou-Hyuk Corea del Sur 69,92 s                              | Yu Fengtong China 69,97 s                                         |
| 1000 m (13.03)                  | Trevor Marsicano Estados Unidos 1:08,96                                    | Denny Morrison · Canadá · 1:09,00                                | Shani Davis Estados Unidos 1:09,02                                |
| 1500 m (12.03)                  | Shani Davis Estados Unidos 1:46,17                                         | Trevor Marsicano Estados Unidos 1:46,30                          | Denny Morrison · Canadá · 1:47,05                                 |
| 5000 m (13.03)                  | Sven Kramer · Países Bajos · 6:16,20                                       | Håvard Bøkko · Noruega · 6:18,02                                 | Trevor Marsicano Estados Unidos 6:20,06                           |
| 10 000 m (14.03)                | Sven Kramer · Países Bajos · 12:55,32                                      | Håvard Bøkko · Noruega · 13:03,95                                | Bob de Jong · Países Bajos · 13:13,16                             |
| Persecución por equipos (15.03) | Carl Verheijen · Wouter olde Heuvel · Sven Kramer · Países Bajos · 3:41,23 | Johan Röjler · Joel Eriksson · Daniel Friberg · Suecia · 3:45,73 | Trevor Marsicano Ryan Bedford Brian Hansen Estados Unidos 3:46,07 |

### Femenino
| Evento                          | Oro                                                                         | Plata                                                                     | Bronce                                              |
| ------------------------------- | --------------------------------------------------------------------------- | ------------------------------------------------------------------------- | --------------------------------------------------- |
| 500 m (15.03)                   | Jenny Wolf · Alemania · 75,75 s                                             | Wang Beixing China 75,87 s                                                | Lee Sang-Hwa Corea del Sur 76,39 s                  |
| 1000 m (14.03)                  | Christine Nesbitt · Canadá · 1:16,28                                        | Anni Friesinger · Alemania · 1:16,32                                      | Margot Boer · Países Bajos · 1:16,44                |
| 1500 m (13.03)                  | Anni Friesinger · Alemania · 1:58,63                                        | Ireen Wüst · Países Bajos · 1:58,83                                       | Christine Nesbitt · Canadá · 1:58,88                |
| 3000 m (12.03)                  | Renate Groenewold · Países Bajos · 4:05,43                                  | Martina Sáblíková · República Checa · 4:05,50                             | Kristina Groves · Canadá · 4:06,45                  |
| 5000 m (14.03)                  | Martina Sáblíková · República Checa · 6:57,84                               | Clara Hughes · Canadá · 7:00,54                                           | Kristina Groves · Canadá · 7:02,91                  |
| Persecución por equipos (15.03) | Kristina Groves · Christine Nesbitt · Brittany Schussler · Canadá · 2:58,25 | Jorien Voorhuis · Renate Groenewold · Ireen Wüst · Países Bajos · 3:02,02 | Maki Tabata Masako Hozumi Hiromi Otsu Japón 3:04,06 |

## Medallero
| Núm. | País            | Oro | Plata | Bronce | Total |
| ---- | --------------- | --- | ----- | ------ | ----- |
| 1    | Países Bajos    | 4   | 2     | 2      | 8     |
| 2    | Canadá          | 2   | 2     | 4      | 8     |
| 3    | Estados Unidos  | 2   | 1     | 3      | 6     |
| 4    | Alemania        | 2   | 1     | 0      | 3     |
| 5    | Corea del Sur   | 1   | 1     | 1      | 3     |
| 6    | República Checa | 1   | 1     | 0      | 2     |
| 7    | Noruega         | 0   | 2     | 0      | 2     |
| 8    | China           | 0   | 1     | 1      | 2     |
| 9    | Suecia          | 0   | 1     | 0      | 1     |
| 10   | Japón           | 0   | 0     | 1      | 1     |
|      | TOTAL           | 12  | 12    | 12     | 36    |